# Esportistes del Comitè Olímpic Rus als Jocs Olímpics d'estiu de 2020
El ROC està representat en els Jocs Olímpics de Tòquio 2020 per un total de 324 esportistes que competeixen en 27 esports. Responsable de l'equip olímpic és el Comitè Olímpic Rus, així com les federacions esportives nacionals de cada esport amb participació.
El portador de la bandera en la cerimònia d'obertura van ser el jugador de voleibol Maxim Mijailov i la tiradora d'esgrima Sofia Velikaya.

## Suspensió del Comitè Olímpic Rus
El 9 de desembre de 2019, l'Agència Mundial Antidopatge (AMA) va decidir suspendre el Comitè Olímpic Rus i va recomanar la seva exclusió dels Jocs Olímpics de Tòquio 2020 a causa del sistema planificat de dopatge en el qual es va veure involucrat.
No obstant això, el COI va permetre la participació d'atletes de nacionalitat russa que no haguessin estat involucrats en aquest sistema i que van demostrar haver superat controls antidopatge independents abans de l'inici dels Jocs; sota la denominació ROC (acrònim del nom en anglès del Comitè Olímpic Rus) i va dictaminar que els esportistes classificats competissin sota la bandera del Comitè Olímpic Rus, amb un uniforme neutral, i en lloc de l'himne de Rússia s'usi el Concert per a piano núm. 1 de Txaikovski.